# Knattspyrnudeild Keflavík
Knattspyrnudeild Keflavík, ofta förkortat Keflavík, är en isländsk idrottsklubb från Keflavík som är mest känd för sina framgångar inom fotboll.

## Meriter
Mästare1964, 1969, 1971, 1973.
Cupen1975, 1997, 2004, 2006.

## Färger
Keflavík spelar i blå trikåer, bortastället är vit.
| Keflavík | Keflavík |

## Placering senaste säsonger
| Säsong | Nivå | Liga           | Placering | Referens | Notering                        |
| ------ | ---- | -------------- | --------- | -------- | ------------------------------- |
| 2010   | 1    | Pepsideild     | 6         | [ 3 ]    |                                 |
| 2011   | 1    | Pepsideild     | 8         | [ 4 ]    |                                 |
| 2012   | 1    | Pepsideild     | 9         | [ 5 ]    |                                 |
| 2013   | 1    | Pepsideild     | 8         | [ 6 ]    |                                 |
| 2014   | 1    | Pepsideild     | 8         | [ 7 ]    | 🏆 Cupen: finalist              |
| 2015   | 1    | Pepsideild     | 12        | [ 8 ]    | Nedflyttad till 1. deild karla  |
| 2016   | 2    | 1. delid karla | 3         | [ 9 ]    |                                 |
| 2017   | 2    | 1. delid karla | 2         | [ 10 ]   | Uppflyttad till Pepsideild 2018 |
| 2018   | 1    | Pepsideild     | 12        | [ 11 ]   | Nedflyttad till 1. deild karla  |
| 2019   | 2    | 1. delid karla | 5         | [ 12 ]   |                                 |
| 2020   | 2    | 1. delid karla | 1         | [ 13 ]   | Uppflyttad till Pepsideild 2021 |
| 2021   | 1    | Besta deild    | 10        | [ 14 ]   |                                 |
| 2022   | 1    | Besta deild    | 7         | [ 15 ]   |                                 |
| 2023   | 1    | Besta deild    | 12        | [ 16 ]   | Nedflyttad till 1. deild karla  |
| 2024   | 2    | 1. delid karla | 2         | [ 17 ]   |                                 |